# Brevipalpus cortesi
Brevipalpus cortesi är en spindeldjursart som beskrevs av Gonzalez 1975. Brevipalpus cortesi ingår i släktet Brevipalpus och familjen Tenuipalpidae. Inga underarter finns listade.